# Omegazom
Omegazom je jedním z membránových buněčných kompartmentů, který se formuje při hladovění buňky a je úzce spojen s procesem autofagie.

## Omegazomy
Omegazomy vznikají z membrán endoplazmatického retikula při hladovění buňky - nedostatku aminokyselin. Mají charakteristickou morfologii připomínající velké písmeno řecké abecedy omega (Ω). Jejich membrány obsahují výrazně vyšší množství fosfatidylinositol-3-fosfátu (PI(3)P). 

## Omegazomy a autofágie
Autofagie (složeno z latinských slov pro „vlastní“ a „jíst“) je proces pohlcení a degradace cytoplazmatických molekul (proteinů, lipidů, sacharidů a organel) vlastních buňce a má řadu různých fyziologických funkcí – např. odpověď na nedostatek živin (hladovění), odstraňování nepotřebných cytoplazmatických komponent a další imunologické a tumor supresorové funkce. Byly popsány tři různé typy autofagie a způsobů cest cytoplazmických molekul do lysozomů – makroautofagie (též zvaná prostě autofagie), mikroautofagie a chaperony mediovaná autofagie. Makroautofagie zahrnuje také proces tvorby autofagozomů, kdežto při mikroautofagii dochází pouze k pohlcení části cytoplazmy samotným lysozomem. Chaperony zprostředkovaná autofagie specificky degraduje pouze proteiny obsahující speciální sekvenční vzor.
Po inicializaci autofagie se z endoplazmatického retikula formují omegazomy, které slouží jako prostředníci pro vznik tzv. izolační membrány (jinak nazývané autofagický fagofor či preautofagozom) také z membrán cisteren endoplazmatického retikula. Vytvářejí kostru pro vznik fagoforu invaginací membrány. Jak se izolační membrána rozpíná, aby pohltila část cytoplazmy, je obkroužena omegazomem, dokud se její konce nespojí a nevytvoří dvou-membránový autofagozom. Tento proces připomíná tvorbu bubliny v bublifuku. Jak autofagozom omegazom upouští, není zatím zcela jasné.
mTor signalizace specifická pro autofagii je aktivována kinázovým komplexem ULK1/Atg13/FIP200/Atg101. Protein DFCP1 (z angl. „Double FYVE-domain Containing Protein 1), který váže PI(3)P se následně translokuje do nově vznikajících částí endoplazmatikého retikula se zvýšeným obsahem PI(3)P – omegazomů. Formace omegazomů je pozitivně regulována PI3-kinázovým komplexem Atg14/Vps34/beclin1, negativně pak PI(3)P fosfatázami Jumpy/MTMR14 a MTMR3. Poté je uprostřed kroužku omegazomu utvořena izolační membrána, na kterou se přesouvají a jsou povolávány komplexy ULK1/Atg13/FIP200/Atg101, Atg14/Vps34/beclin1, Atg12/Atg5/Atg16 a protein mAtg9. Následuje elongace izolační membrány a pohlcování cytoplazmatických komponent.